# Villa Santa Lucia degli Abruzzi
Villa Santa Lucia degli Abruzzi – miejscowość i gmina we Włoszech, w regionie Abruzja, w prowincji L’Aquila.
Według danych na rok 2004 gminę zamieszkuje 206 osób, 7,6 os./km².